# Chris McNealy
Chris McNealy, né le 15 juillet 1961 à Fresno (Californie), est un ancien joueur de basket-ball.

## Biographie
Il joue une saison en community college à Santa Barbara puis rejoint la NCAA. Aux Spartans de San Jose State sous la direction de Bill Berry, il en devient en trois ans le quatrième meilleur scoreur et sixième rebondeur (378 prises) de l'histoire des Spartans avec 1 236 points. Signe de son importance dans l'équipe, il joue 37 minutes par rencontre. Avec des statistiques de 19,3 points à 59,0 % et 9,4 rebonds en senior, il est drafté en 38e position lors de la Draft 1983 de la NBA par les Kings de Kansas City. il est transféré le jour-même avec Ennis Whatley et un second tour de la Draft 1984 de la NBA (qui sera Ben Coleman) aux Bulls de Chicago en échange de Larry Micheaux et Mark Olberding, mais ne joue pas pour la franchise de l'Illinois. Le 12 septembre 1985, il signe en pré-saison avec les Warriors de Golden State, mais sans suite également.
Après une performance impressionnante lors du All-Star Game de CBA en 1986 (18 points et 17 rebonds), il signe le 12 février 1986 un contrat de dix jours pour les Knicks de New York, qui est prolongé jusqu'à la fin de la saison NBA 1985-1986, puis renouvelé la saison suivante. Il jouera totalement ou partiellement trois saisons à New York un total de 108 matches dont 22 titularisations  pour 466 points (4,3 de moyenne), 494 rebonds (4,6) et 110 passes décisives (1,0).
Sans contrat NBA l'année de sa draft, il se tourne vers l'Italie au Bic Trieste, puis la CBA (Bay State Bombardiers, Patroons d'Albany, Catbirds de La Crosse) et retourne en Italie à partir de la saison 1988-1989 et s'y fixe pour plusieurs saisons. En 1988-1989 avec Irge Desio, puis en 1991-1992 avec Lotus Montecatini, il est meilleur rebondeur de la Lega avec respectivement 15,5 et 13,9 rebonds par rencontre. En décembre 1994, Montecatini le remplace par Kannard Johnson après 11 matchs. En 1995, il se tourne vers l'Espagne où il reste quatre saisons pour plusieurs équipes avant de prendre sa retraite sportive. En 1995-1996, il arrive à Festina Andorre pour remplacer Jerrod Mustaf. Signé par Caja San Fernando durant l'été 1997, il est remplacé pour cause de blessure par Antonio Watson de septembre à décembre.
Après sa retraite sportive, il devient scout à linternational pour les Warriors de Golden State puis les Hornets de La Nouvelle-Orléans.
Il est père d'une fille, Jaylan et d'un fils, également nommée Chris, qui rejoint les Anteaters d'UC Irvine en 2010 et s'y distingue favorablement. Il accomplit ses quatre années de cursus.

## Distinctions personnelles
- Meilleur cinq de la Big West Conference (1982, 1983)
- All-Star de la CBA (1986[4])
- Meilleur cinq défensif de la CBA (1986[4])
- All-Star de la Lega (1988, 1989[4])
- Fresno Hall of Fame (2014[3])